# Hernán Romero Berrio
Hernán Romero Berrio (Callao, 5 de junio de 1942) es un actor peruano.

## Biografía
Transcurrió  su infancia en una amplia casona del distrito de Barranco. Estudió primero en el Colegio Sagrados Corazones Recoleta y luego en el Colegio Militar Leoncio Prado, donde tuvo grandes amigos como el director de programas televisivos Ricardo Muller.
Ingresó luego a la Universidad Católica para estudiar Derecho. Allí fue encontrando su verdadera vocación y vena artística. Junto con Ricardo Blume y otros compañeros fundan el Teatro de la Universidad Católica (TUC). Estuvo casado con la también actriz Martha Figueroa con quien tuvo una hija: Patricia. Desde inicios de los años 90 se encuentra casado con la actriz Malena Elías, con quien tiene una hija: Ximena.

## Trayectoria
Debutó en el teatro el 14 de diciembre de 1961, en su primer trabajo en el TUC. Ha participado en muchas obras tanto de teatro como en radionovelas, fotonovelas y telenovelas. Ingresó a la televisión en 1965. 
Hacia fines de los setenta trabajó también en Colombia, Venezuela y México, regresando nuevamente al Perú a mediados de los 80.

### Teatro
- Divina Sarah, memorias de John Murrell, Dirección de Ruth Escudero, compartiendo escenario con Lucía Irurita. Se estrenó el 19 de abril de 2012, inaugurando la sala Teatro de Lucía en Miraflores.
- Las manos sucias
- Las manos de Eurídice
- El guía del Hermitage
- María Estuardo
- Ojos bonitos, cuadros feos
- La muerte de un viajante
- Cristales rotos
- La noche de la iguana
- La ópera de dos centavos
- Las cuatro verdades
- El sí de las niñas
- El farsante más grande del mundo
- La mazorca
- La noche de los asesinos
- El gran teatro del mundo
- Mañana te lo diré
- El matrimonio del señor Mississipi
- Don Juan Tenorio
- La comedia de las equivocaciones
- Romeo y Julieta
- La fierecilla domada
- Katrina Kunetsova y el clítoris gigante

### Telenovelas y series
- Locura de amor (1967)
- Santa Rosa de Lima (1967)
- Si no fueras tú (1969)
- Simplemente María (1969 - 1971)
- El maestro (1969)
- El canillita (1969)
- El adorable profesor Aldao (1971)
- La inconquistable Viviana Hortiguera (1972)
- El diario de Pablo Marcos (1976)
- Páginas de la vida (1984)
- Matrimonios y algo más
- El hombre que debe morir (1989) ... Otto Frederico von Müller
- El ángel vengador: Calígula (1993)
- Gorrión (1994) .... Aníbal Maidana
- Nino (1996) .... Hugo Razetto
- Escándalo (1997) .... Rodolfo Peña
- Gabriela (1998) .... Adolfo Santa María
- Cosas del amor (1998) .... Antonio Marticorena/Francisco Mulder
- Luz María (1998)
- María Emilia, querida (1999) .... Héctor Masselli
- Isabella, mujer enamorada (1999)
- Pobre diabla (2000) .... Diego Hernández Marín
- Soledad (2001) .... Jorge Bustamante
- Bésame tonto (2003) .... Donatello Rossini
- Locas pasiones (2004)
- María de los Ángeles (2005) .... Salomón Larrea
- Un amor indomable (2007) .... Emilio Pérez de Romaña
- Los Barriga (2008) .... Domingo
- Adiós al séptimo de línea (Mega, 2010) .... General Juan Buendía
- Solamente milagros (2012). Episodio "La venganza" .... Tadeo
- Cumbia Pop (2018) .... Juez Abelardo Castillo
- Los otros libertadores (2021) ... Agustín de Jáuregui.

### Cine
- 2023: Muerto de risa (El papá de Javier)
- 2022: Seductores Irresistibles (Giacomo Casanova)
- 2019: Intercambiadas
- 2018: "Rosa mística"(Padre Alonso De Velasquez)
- 2017: "La Cordillera"(Presidente de Perú)
- 2009: "Máncora" (asistente social de universidad)
- 2004: Pedile a San Antonio
- 2002: Muerto de amor, de Edgardo Guerra ... (Marcus)
- 2001: El bien esquivo, de Augusto Tamayo ...  (Sepúlveda)
- 2000: Tinta roja, de Francisco J. Lombardi ...  (Ortega)
- 1999: Triunfador
- 1998: No se lo digas a nadie, de Francisco Lombardi ... (Luis Felipe)
- 1994: Sin compasión, de Francisco Lombardi ... (Alejandro Velaochaga)
- 1992: Todos somos estrellas, de Felipe Degregori ... (Nicolás)
- 1972: Espejismo
- 1990: Caídos del cielo, de Francisco Lombardi ... (Ortega)
- 1970: La Muralla Verde, de Armando Robles Godoy
- 1966: En la selva no hay estrellas

Además de la actuación, Romero ha sido director de teatro y TV. También dirigió y produjo documentales y comerciales.

## Premios y reconocimientos
- Águila de América
- CIRCE
- Condecoración de la Universidad Inca Garcilaso de la Vega
- Distinción de la Universidad de Lima
- Distinción del Teatro de la Universidad Católica.
- Condecoración del Congreso de la República
- Condecoración del Ministerio de Cultura
- Condecoración del Ministerio de Trabajo
- Condecoración de la Municipalidad de Lima
- Condecoración de la Municipalidad de Santiago de Surco.
- Distinción de la Universidad Científica del sur (UCSUR).